# Sternstunden (Fernsehsendung)
Sternstunden ist eine wöchentliche ausgestrahlte Sendereihe des Schweizer Fernsehens SRF 1. Als Rahmensendung besteht sie aus den Einzelformaten Sternstunde Philosophie, Sternstunde Kunst und Sternstunde Religion. Sie wird jeweils Sonntag von 10:00 bis 12:55 Uhr ausgestrahlt.

## Sternstunde Philosophie
Bei Sternstunde Philosophie werden im Talkshow-Format ausgehend von aktuellen Fragestellungen mit Persönlichkeiten verschiedener gesellschaftlicher Bereiche philosophische, menschliche und gesellschaftliche Grundfragen debattiert. Die Sendung ist als «Ort des Nachfragens, des Gedankenaustauschs und des Disputierens über alltägliche Probleme und Fragen der Philosophie, der Ethik und der Humanität unserer Zeit» konzipiert. Sie wird regelmäßig auf 3sat wiederholt.
Moderatoren waren bzw. sind:
- Roger de Weck (?)
- Annemarie Pieper (?)
- Herbert Meier (1994 bis 1998)
- Klara Obermüller (bis 2002)
- Norbert Bischofberger (ab 2002),
- Barbara Bleisch (seit 2010),
- Katja Gentinetta (2011 bis 2015)
- Stephan Klapproth (2014 bis 2016)
- Yves Bossart (seit 2017)
- Wolfram Eilenberger (seit 2018)
- Olivia Röllin (seit 2019)
- Ahmad Milad Karimi (seit 2021)

## Sternstunde Kunst
Sternstunde Kunst zeigt seit 1994 Dokumentarfilme aus den Bereichen Bildende Kunst, Literatur, Architektur, Fotografie, Tanz, Design, Comics und Digitale Künste/Neue Medien. Die Mehrzahl der Filme ist internationaler, meist europäischer, Herkunft. Dazu kommen Eigenproduktionen und nationale oder internationale Ko-Produktionen zum Schweizer Kunst- und Kulturschaffen. Dazu gehören beispielsweise  «Das Superjahr der Schweizer Künstlerin Miriam Cahn»,  «Freiraum – Die Kunst der Unruhe»,  «Die bekannte Unbekannte – Sophie Taeuber-Arp», «Der Bauhaus-Pionier Johannes Itten» oder «Gurlitts Schatten». 2008 bis 2009 leitete die Kulturjournalistin und heutige Direktorin von SRF Nathalie Wappler die Redaktion. Aufgebaut und geprägt wurde Sternstunde Kunst ab 2005 von der Journalistin und vormaligen Direktorin der Solothurner Filmtage Anita Hugi, verantwortliche Redakteurin der Kultur-Dokumentarfilmsendung Sternstunde Kunst (Programmierung und Programmauswahl, schweizerische und internationale Koproduktionen, Eigenproduktionen) von 2005–2019.

## Sternstunde Religion
Die Sternstunde Religion  eröffnet Zugänge zu unterschiedlichen Religionen, führt Debatten und Gespräche zu ethischen und religionsphilosophischen Themen und behandelt durch Filme oder im Diskurs Themen rund um das weite Feld der Spiritualität und möglichen Glaubens- und existenziellen Fragen. Die Sendungen bestehen aus 30- bis 60-minütigen Gesprächen und Diskussionen oder Dokumentarfilmen. Die Beiträge ordnen ein, schaffen Zusammenhänge und fragen nach – bei Expertinnen, Betroffenen, Kritikern und Religionsvertretern. Moderiert wird die Sendung von der Philosophin und Religionswissenschaftlerin Olivia Röllin. Gastmoderator ist der Religionsphilosoph und Islamwissenschaftler Ahmad Milad Karimi. Ehemalige Moderatoren sind der Theologe Norbert Bischofberger sowie die Islamwissenschaftlerin Amira Hafner-al Jabaji. Die Sendung wird sonntags von 10 Uhr bis 11 Uhr ausgestrahlt.